# Kontrapunkt
Kontrapunkt (srednjovjekovni latinski: punctum contra punctum; točka protiv točke, tj. nota protiv note) je tehnika višeglasnoga (polifonijskoga) skladanja, odnosno vođenja i kombiniranja dviju ili više istodobnih glazbenih linija, koje su melodijski i ritmički samostalne, ali se moraju međusobno uskladiti prema određenim načelima. Izrazom kontrapunkt označuje se i dionica višeglasnoga stavka koja kontrapunktira temeljnomu glasu (cantus firmus) ili temi, a katkad i cijela skladba građena prema kontrapunktskim načelima; kontrapunkt obuhvaća i nauk o kontrapunktskoj tehnici. Obično se pojmovi kontrapunkt i harmonija tretiraju kao suprotni, i to kontrapunkt kao horizontalni glazbeni slog, a harmonija kao vertikalni, ali praktično se ta dva načela skladanja ne isključuju, već upotpunjuju, jer je i u horizontalno, kontrapunktski građenim strukturama potrebna vertikalna koordinacija tonova i obrnuto.
Razvoj kontrapunktskih tehnika započeo je s ranim višeglasjem i dosegnuo prvi vrhunac u renesansnoj polifonijskoj glazbi (15. – 16. stoljeće ), kada su u vokalnim oblicima, kao što su misa, motet, šansona, madrigal i dr., bili izgrađeni različiti postupci kontrapunktiranja. U razdoblju baroka došlo je do procvata instrumentalnih kontrapunktskih oblika – ricercara, tokate, fuge i dr. U doba klasike i romantizma prevladavali su primarno harmonijski građeni oblici, pa su kontrapunktske tehnike zapostavljene, ali su se u 20. stoljeću one ponovno sve više koristile, osobito u dodekafonijskoj glazbi.